# Nolella dilatata
Nolella dilatata is een mosdiertjessoort uit de familie van de Nolellidae. De wetenschappelijke naam van de soort is voor het eerst geldig gepubliceerd in 1860 door Hincks.